# Carl von Linde
Carl Paul Gottfried von Linde (ur. 11 czerwca 1842 w Berndorfie, zm. 16 listopada 1934 w Monachium) – niemiecki inżynier i wynalazca.
Był twórcą pierwszej chłodziarki sprężarkowej (1876) i własnej metody skraplania gazów (1895) i otrzymywania ciekłego tlenu z powietrza w procesie rektyfikacji (1902). Założył koncern Linde AG.
24 sierpnia 1868 został zatrudniony na stanowisku docenta w Uniwersytecie Technicznym w Monachium. W 1872 otrzymał stanowisko profesora inżynierii mechanicznej. W 1918 odznaczony Pour le Mérite za Naukę i Sztukę. 
Został pochowany na Cmentarzu Leśnym w Monachium.

## Życie prywatne
17 września 1866 ożenił się z Helene Grimm. W trakcie 53-letniego małżeństwa mieli sześcioro dzieci: Maria (1867–1954), Franziska (1868–1966), Friedrich (1870–1965), Anna (1873–1949), Richard (1876–1961), Elisabeth (1880–1959).